# プラトン全集
プラトン全集（羅: Corpus Platonicum, 英: Platonic Corpus）は、プラトン名義の著作を集成した全集叢書。

## 歴史

### トラシュロスの四部作（テトラロギア）集
今日の「プラトン全集」の原型を作ったのは、紀元前1世紀のエジプト・アレクサンドリア出身の文法学者で、ローマ帝国2代皇帝ティベリウスの廷臣だったトラシュロスである。彼は当時伝わっていたプラトンの著作群の中から真作と考えた36篇を抜き出し、ギリシア悲劇の四部作形式（悲劇三部作+サテュロス劇）にならい、以下のように、9編の4部作（テトラロギア）集にまとめた。
1. 『エウテュプロン』『ソクラテスの弁明』『クリトン』『パイドン』
2. 『クラテュロス』『テアイテトス』『ソピステス』『政治家』
3. 『パルメニデス』『ピレボス』『饗宴』『パイドロス』
4. 『アルキビアデスI』『アルキビアデスII』『ヒッパルコス』『恋敵』
5. 『テアゲス』『カルミデス』『ラケス』『リュシス』
6. 『エウテュデモス』『プロタゴラス』『ゴルギアス』『メノン』
7. 『ヒッピアス (大)』『ヒッピアス (小)』『イオン』『メネクセノス』
8. 『クレイトポン』『国家』『ティマイオス』『クリティアス』
9. 『ミノス』『法律』『エピノミス』『書簡集』

現在はこの内の何篇かは明らかな偽書と判断されているものの、現在出版されている「プラトン全集」のほとんどは、このトラシュロス版「プラトン全集」の枠組みに準拠した刊行を続けている。

### ディオゲネス・ラエルティオスによる分類
なお、ディオゲネス・ラエルティオスは、『ギリシア哲学者列伝』の中で、プラトンの各対話篇を特色づける性格として、以下の分類を挙げ、上記36篇を割り振っている。
- 教導的
  - 観想的（理論的）
    - 自然学的 --- 『ティマイオス』
    - 論理的 --- 『政治家』『クラテュロス』『パルメニデス』『ソピステス』

  - 行為的（実践的）
    - 倫理的 --- 『ソクラテスの弁明』『クリトン』『パイドン』『パイドロス』『饗宴』『メネクセノス』『クレイトポン』『書簡集』『ピレボス』『ヒッパルコス』『恋敵』
    - 政治的 --- 『国家』『法律』『ミノス』『エピノミス』『クリティアス』
- 探究的
  - 練習的
    - 助産的 --- 『アルキビアデスI』『アルキビアデスII』『テアゲス』『リュシス』『ラケス』
    - 試験的 --- 『エウテュプロン』『メノン』『イオン』『カルミデス』『テアイテトス』

  - 競技的
    - 演技的 --- 『プロタゴラス』
    - 打倒的 --- 『エウテュデモス』『ゴルギアス』『ヒッピアス (大)』『ヒッピアス (小)』

また彼は、上記したトラシュロスの「4部作」分類と共に、ビュザンティオンのアリストパネス等が「3部作」分類を行っていたが、その分け方は人それぞれバラバラだったことを紹介している。
また彼は、当時継承されていたプラトン名義の著作の中で、「誰もが一致して偽作としている」ものとして、以下の11篇を挙げている。
- 『ミドン』（『ヒッポトロポス』（馬飼い）） --- 『徳について』か
- ○『エリュクシアス』（『エラシストラトス』）
- 『アルキュオン』（かわせみ）
- 『アケパロイ』
- ○『シシュポス』
- ○『アクシオコス』
- 『パイアクス人』
- ○『デモドコス』
- 『ケリドーン』（つばめ）
- 『ヘブドメー』（第七日）
- 『エピメニデス』

○は、下述するステファヌス版に収録されているもの。

### ステファヌス版
中世までの写本に代わり、15世紀-16世紀に西欧で活版印刷が確立・普及すると、ルネサンスの時代背景を追い風に、プラトンの著作も含め、古代・中世の著作物が文献考証を伴いながら様々な印刷工房によって編纂・出版されるようになった。
そんな中で、近代における「プラトン全集」の標準的な底本の地位を獲得したのが、ジュネーヴのアンリ・エティエンヌ（ラテン語名ヘンリクス・ステファヌス）の印刷工房によって、1578年に出版された「プラトン全集」である。これは各ページの左右にギリシア語原文とラテン語訳文の対訳が印刷され、その狭間に10行ごとにA, B, C... とアルファベットが付記されている様式の叢書である。これ以降、プラトンの著作を翻訳する際には、この「ステファヌス版」のページ数と行数（A,B,C...）を付記して対応関係を示すのが約束事になった。この数字は「ステファヌス数」（Stephanus numbers）、「ステファヌス頁付け」（Stephanus pagination）等と呼ばれる。
順番は崩れているが、トラシュロス版の36篇を網羅し、更に、トラシュロスも含め古代の学者たちですら偽作扱いしてきたプラトン名義作品の内、ディオゲネス・ラエルティオスが偽作として名指しした4作品を含む7作品も併せて収録している。
第1部
- 【2a–16a】『エウテュプロン』（古希: Εὐθύφρων）
- 【17a–42a】『ソクラテスの弁明』（古希: Ἀπολογία Σωκράτους）
- 【43a–54e】『クリトン』（古希: Κρίτων）
- 【57a–118a】『パイドン』（古希: Φαίδων）
- 【121a–131a】※『テアゲス』
- 【132a–139a】※『恋敵』
- 【142a–210d】『テアイテトス』（古希: Θεαίτητος）
- 【216a–268b】『ソピステス』（古希: Σοφιστής）
- 【271a–307c】『エウテュデモス』（古希: Εὐθύδημος）
- 【309a–362a】『プロタゴラス』（古希: Πρωταγόρας）
- 【363a–376c】『ヒッピアス (小)』（古希: Ιππίας Ελάττων）
- 【383a–440e】『クラテュロス』（古希: Κρατύλος）
- 【447a–527e】『ゴルギアス』（古希: Γοργάς）
- 【530a–542b】『イオン』（古希: Ἴων）

第2部
- 【11a–67b】『ピレボス』（古希: Φίληβος）
- 【70a–100b】『メノン』（古希: Mένων）
- 【103a–135e】※『アルキビアデスI』
- 【138a–151c】※『アルキビアデスII』
- 【153a–176d】『カルミデス』（古希: Χαρμίδης）
- 【178a–201c】『ラケス』（古希: Λάχης）
- 【203a–223b】『リュシス』（古希: Λύσις）
- 【225a–232c】※『ヒッパルコス』
- 【234a–249e】『メネクセノス』（古希: Μενέξενоς）
- 【257a–311c】『政治家』（古希: Πολιτικός - ポリティコス）
- 【313a–321d】※『ミノス』
- 【327a–621d】『国家』（古希: Πολιτεία - ポリテイア）
  - 【327a–354c】第1巻
  - 【357a–383c】第2巻
  - 【386a–417b】第3巻
  - 【419a–445e】第4巻
  - 【449a–480a】第5巻
  - 【484a–511e】第6巻
  - 【514a–541b】第7巻
  - 【543a–569c】第8巻
  - 【571a–592b】第9巻
  - 【595a–621d】第10巻
- 【624a–969d】『法律』（古希: Νόμοι - ノモイ）
  - 【624a–650b】第1巻
  - 【652a–674c】第2巻
  - 【676a–702e】第3巻
  - 【704a–724b】第4巻
  - 【726a–747e】第5巻
  - 【751a–785b】第6巻
  - 【788a–824a】第7巻
  - 【828a–850c】第8巻
  - 【853a–882c】第9巻
  - 【884a–910d】第10巻
  - 【913a–938c】第11巻
  - 【941a–969d】第12巻
- 【973a–992e】※『エピノミス』

第3部
- 【17a–92c】『ティマイオス』（古希: Τίμαιος περὶ φύσεως）
- 【106a–121c】『クリティアス』（古希: Κριτίας）
- 【126a–166c】『パルメニデス』（古希: Παρμενίδης）
- 【172a–223d】『饗宴』（古希: Συμπόσιον - シュンポシオン）
- 【227a–279c】『パイドロス』（古希: Φαῖδρος）
- 【281a–304e】『ヒッピアス (大)』（古希: Ιππίας Μείζων）
- 【309a–363e】※『書簡集』
  - 【309a–310b】第一書簡
  - 【310b–315a】第二書簡
  - 【315a–319e】第三書館
  - 【320a–321c】第四書簡
  - 【321c–322c】第五書簡
  - 【322c–323d】第六書簡
  - 【323d–352a】第七書簡
  - 【352b–357d】第八書簡
  - 【357d–358b】第九書簡
  - 【358b–358c】第十書簡
  - 【358d–359c】第十一書簡
  - 【359c–359e】第十二書簡
  - 【360a–363e】第十三書簡
- 【364a–372a】※『アクシオコス』
- 【372a–375d】※『正しさについて』
- 【376a–379d】※『徳について』
- 【380a–386b】※『デモドコス』
- 【387b–391d】※『シシュポス』
- 【392a–406a】※『エリュクシアス』
- 【406a–410e】※『クレイトポン』
- 【411a–416a】※『定義集』

※偽書、あるいは今日においては真作性に疑義が呈されているもの。

### オクスフォード古典叢書（OCT）：バーネット版・旧版
ステファヌス版以後のものとしては、オクスフォード古典叢書（Oxford Classical Texts, OCT）の一環として、1900年–1907年に刊行された「Platonis Opera」シリーズもよく参照される。これはジョン・バーネットが校訂したものなので「バーネット版」とも称される。
収録内容はトラシュロスの四部作（テトラロギア）集の全36篇がその順序通りに収録され、最後にステファヌス版に追加収録された偽作7作品の内、『定義集』のみが付け加えられている。題名はラテン語名が採用されているが、中身はギリシア語原文（とラテン語の序文・注釈）である。
- 第1巻
  - 四部作1:『Euthyphro』『Apologia Socratis』『Crito』『Phaedo』
  - 四部作2:『Cratylus』『Theaetetus』『Sophista』『Politicus』
- 第2巻
  - 四部作3:『Parmenides』『Philebus』『Symposium』『Phaedrus』
  - 四部作4:『Alcibiades I』『Alcibiades II』『Hipparchus』『Amatores』
- 第3巻
  - 四部作5:『Theages』『Charmides』『Laches』『Lysis』
  - 四部作6:『Euthydemus』『Protagoras』『Gorgias』『Meno』
  - 四部作7:『Hippias Maior』『Hippias Minor』『Io』『Menexenus』
- 第4巻
  - 四部作8:『Clitopho』『Respublica』『Timaeus』『Critias』
- 第5巻
  - 四部作9:『Minos』『Leges』『Epinomis』『Epistulae』
  - 『Definitiones』

なお、このオクスフォード古典叢書（OCT）の「Platonis Opera」シリーズは、1995年からは別の校訂者たちによる「新版」が刊行されている。

## 日本語訳

### 全訳

#### 岩波書店
1974-78年に刊行された『プラトン全集』（岩波書店、田中美知太郎・藤沢令夫編者代表、復刊2005年ほか）は、原典底本はバーネット版を軸としている。したがって、バーネット版と同じく、トラシュロスの四部作（テトラロギア）集の全36篇の順序通りに収録された。更に、最終第15巻にはステファヌス版に付け加えられていた偽作7作品を収録するが、バーネット版には『定義集』以外の6作品が掲載されておらず、その6作品は他本を参照し訳・注解された。
1. 『エウテュプロン』『ソクラテスの弁明』『クリトン』『パイドン』 --- 今林万里子、田中美知太郎、松永雄二訳
2. 『クラテュロス』『テアイテトス』 --- 水地宗明、田中美知太郎訳
3. 『ソピステス』『政治家』 --- 藤沢令夫、水野有庸訳
4. 『パルメニデス』『ピレボス』 --- 田中美知太郎訳[7]
5. 『饗宴』『パイドロス』 --- 鈴木照雄、藤沢令夫訳
6. 『アルキビアデスI』『アルキビアデスII』『ヒッパルコス』『恋がたき』 --- 田中美知太郎、川田殖、河井真、田之頭安彦訳
7. 『テアゲス』『カルミデス』『ラケス』『リュシス』 --- 北嶋美雪、生島幹三、山野耕治訳
8. 『エウテュデモス』『プロタゴラス』 --- 山本光雄、藤沢令夫訳
9. 『ゴルギアス』『メノン』 --- 加来彰俊、藤沢令夫訳
10. 『ヒッピアス (大)』『ヒッピアス (小)』『イオン』『メネクセノス』 --- 北嶋美雪、津村寛二、戸塚七郎、森進一訳
11. 『クレイトポン』『国家』 --- 田中美知太郎、藤沢令夫訳
12. 『ティマイオス』『クリティアス』 --- 種山恭子、田之頭安彦訳
13. 『ミノス』『法律』 --- 向坂寛、加来彰俊、森進一、池田美恵訳
14. 『エピノミス』『書簡集』 --- 長坂公一、水野有庸訳
15. 『定義集』『正しさについて』『徳について』『デモドコス』『シシュポス』『エリュクシアス』『アクシオコス』 --- 向坂寛、副島民雄、尼ヶ崎徳一、西村純一郎訳
16. 別巻 総索引

#### 角川書店
1973-77年、角川書店からも『プラトン全集』が山本光雄を編者として刊行された。岩波版との明確な違いとして、別巻に中期プラトン主義者の著作等を収録している、という点がある。
1. 『エウテュプロン』『ソクラテスの弁明』『クリトン』『パイドン』『クラテュロス』（山本光雄・村治能就・戸塚七郎訳）
2. 『テアイテトス』『ソフィスト』『政治家』『パルメニデス』（戸塚七郎・新海邦治・副島民雄・山本光雄訳）
3. 『ピレボス』『饗宴』『パイドロス』『恋仇』（戸塚七郎・山本光雄・副島民雄・東千尋訳）
4. 『第一アルキビアデス』『第二アルキビアデス』『ヒッパルコス』『テアゲス』『カルミデス』『ラケス』『リュシス』『エウテュデモス』（山本光雄・東千尋・千葉茂美訳）
5. 『プロタゴラス』『ゴルギアス』『メノン』（山本光雄・内藤純郎・副島民雄訳）
6. 『ヒッピアス (大)』『ヒッピアス (小)』『イオン』『メネクセノス』『クレイトポン』『ティマイオス』『クリティアス』『ミノス』（山本光雄・村治能就・内藤亨代・副島民雄・泉治典訳）
7. 『国家 上』（山本光雄訳）
8. 『国家 下』『書簡集』（山本光雄訳）
9. 『法律 上』（山本光雄訳）
10. 『法律 下』（山本光雄訳）
11. 別巻

- ディオゲネス・ラエルティオス『プラトン』（村治能就訳）
- オリュムピオドロス『プラトン伝』（戸塚七郎訳）
- プルタルコス『プラトン哲学の諸問題』（戸塚七郎訳）
- アノニュモス『プラトン哲学緒論』（大藤重彦訳）
- 年表
- 参考文献

### 部分訳

#### 岩波文庫
岩波文庫での訳注（上記した岩波書店版『プラトン全集』の部分的文庫化と独自訳が混在）
- 『ソクラテスの弁明/クリトン』 久保勉、1950年/1991年
- 『プロタゴラス』 藤沢令夫、1988年
- 『ゴルギアス』 加来彰俊、1967年
- 『メノン』 藤沢令夫、1994年
- 『饗宴』 久保勉、1952年/2009年
- 『パイドン』 岩田靖夫、1998年
- 『国家 (上下)』 藤沢令夫、1979年/2002年
- 『パイドロス』 藤沢令夫、1967年
- 『テアイテトス』 田中美知太郎、1966年
- 『法律 (上下)』 森進一、池田美恵、加来彰俊、1993年

#### 角川文庫
角川文庫での訳注（上記した角川書店版『プラトン全集』の部分的文庫化と先行訳）
- 『ソクラテスの弁明/エウチュプロン/クリトン』 山本光雄、1989年
- 『饗宴 恋について』 山本光雄、2013年
- 『プラトン書簡集 ― 哲学者から政治家へ』 山本光雄、1970年

#### 筑摩書房 (世界古典文学全集/ちくま学芸文庫)
筑摩書房の世界古典文学全集シリーズ、及びちくま学芸文庫における訳注
- 『世界古典文学全集14 プラトンI』1964年
  - 「ソクラテスの弁明」（田中美知太郎訳）
  - 「クリトン」（田中美知太郎訳）
  - 「パイドン」（藤沢令夫訳）
  - 「饗宴」（鈴木照雄訳）
  - 「プロタゴラス」（藤沢令夫訳）
  - 「メネクセノス」（加来彰俊訳）
  - 「メノン」（藤沢令夫訳）
  - 「エウテュプロン」（森進一訳）
  - 「ラケス」（生島幹三訳）
  - 「ヒッピアス大」（北嶋美雪訳）
  - 「アルキビアデス」（田中美知太郎訳）
  - 「テアイテトス」（田中美知太郎訳）
- 『世界古典文学全集15 プラトンII』1970年
  - 「国家」（藤沢令夫 等訳）
  - 「エピノミス」（水野有庸訳）
  - 「書簡集」（長坂公一訳）
- 『テアイテトス 知識について』渡辺邦夫、2004年

#### 中央公論社 (世界の名著/中公クラシックス)
中央公論社の世界の名著シリーズ、及びそこからの再刊行としての中公クラシックスにおける訳注
- 『世界の名著6 プラトンI』 1966/1978年
  - 「ソクラテスの弁明」（田中美知太郎訳）
  - 「クリトン」（田中美知太郎訳）
  - 「リュシス」（生島幹三訳）
  - 「ゴルギアス」（藤沢令夫訳）
  - 「メネクセノス」（加来彰俊訳）
  - 「饗宴」（鈴木照雄訳）
  - 「パイドン」（池田美恵訳）
  - 「クレイトポン」（田中美知太郎訳）
- 『世界の名著7 プラトンII』 1976/1978年
  - 「国家」（田中美知太郎・藤沢令夫・森進一・山野耕治訳　第一、六、七、八、九巻は全訳だが他の巻には省略がある）
  - 「クリティアス」（田之頭安彦訳）
  - 「第七書簡」（長坂公一訳）
- 『ソクラテスの弁明―ほか』 2002年
  - 「ソクラテスの弁明」（田中美知太郎訳）
  - 「クリトン」（田中美知太郎訳）
  - 「ゴルギアス」（藤沢令夫訳）

#### 講談社学術文庫
講談社学術文庫での訳注
- 『ソクラテスの弁明/クリトン』 三嶋輝夫、田中享英、1998年
- 『ラケス』 三嶋輝夫、1997年
- 『リュシス/恋がたき』 田中伸司、三嶋輝夫、2017年
- 『アルキビアデス(I)/クレイトポン』 三嶋輝夫、2017年
- 『ゴルギアス』 三嶋輝夫、2023年

#### 光文社古典新訳文庫
光文社古典新訳文庫での訳注
- 『ソクラテスの弁明』 納富信留、2012年
- 『プロタゴラス』 中澤務、2010年
- 『ゴルギアス』 中澤務、2022年
- 『メノン』 渡辺邦夫、2012年
- 『饗宴』 中澤務、2013年
- 『パイドン』 納富信留、2019年
- 『テアイテトス』 渡辺邦夫、2019年

#### 西洋古典叢書
京都大学学術出版会「西洋古典叢書」での訳注
- 『エウテュプロン/ソクラテスの弁明/クリトン』 朴一功、西尾浩二、2017年
- 『エウテュデモス/クレイトポン』 朴一功、2014年
- 『饗宴/パイドン』 朴一功、2007年
- 『パイドロス』 脇條靖弘、2018年
- 『ピレボス』 山田道夫、2005年

#### その他
- 『プラトーン全集』全11冊、木村鷹太郎、冨山房、1903-1911年
- 『プラトン全集』全5巻、岡田正三、第一書房、1933-1934年
- 『プラトン全集』全9巻、岡田正三、全國書房、1946-1949年

- 『プラトーン著作集』全4巻、長沢信寿ほか、弘文堂、1948-1954年
- 『プラトン著作集』全2巻、田中美知太郎・藤沢令夫、岩波書店、1957-1960年
- 『プラトン名著集』田中美知太郎ほか、新潮社、1963年
  - 『ソークラテースの弁明/クリトーン/パイドーン』 田中美知太郎、池田美恵、新潮文庫、1968年
  - 『饗宴』 森進一、新潮文庫、1968年
- 『プラトン著作集』全4巻、村治能就・廣川洋一ほか、勁草書房、1971年
- 『プラトーン著作集』全10巻、水崎博明、櫂歌書房 2011-2018年
- 『ティマイオス/クリティアス』 岸見一郎、白澤社 2015年